# Publi Corneli Blasió
Publi Corneli Blasió (en llatí Publius Cornelius Blasio) va ser un ambaixador romà que va ser enviat pel senat, juntament amb dos altres, davant dels carns, istris i iapids l'any 170 aC. Dos anys després va ser un dels comissionats nomenats per dirimir les disputes entre pisans i lunenses sobre els límits de les seves terres.